# 被虐待女性症候群
被虐待女性症候群（バタードウーマン症候群。Battered woman syndrome , BWS）は、男性パートナーから身体的、心理的、性的な暴力を執拗に受けた女性が示す徴候や症状の類型である。被虐待女性症候群は ICD-9（コード995.81）では被虐待症候群（Battered person syndrome , BPS）に分類されているが、DSM-5にはない。心的外傷後ストレス障害（PTSD）のサブカテゴリーとして診断されることもあるが、PTSDではなく複雑性PTSDという新しい診断が適切だという指摘もある。被害者は、自己隔離（孤立）、自殺念慮、薬物乱用などのさまざまな行動や、暴力を受けたことによる打撲、骨折や、慢性疲労などの身体的傷害や病気の徴候を示すことがある。
被虐待女性症候群は、身体的・心理的に虐待されパートナーの男性を殺害した女性の法的弁護の基礎となってきた。レノア・E・ウォーカーが男性パートナーから暴力を受けている多くの女性被害者と面談して研究し、マーティン・セリグマンの学習性無力感の理論と暴力のサイクル理論を用いて、なぜ女性が虐待的な男性との関係に留まるのかを理論化し、被虐待女性症候群という概念を提唱した。
診断の中心は主に女性であるが、被虐待症候群という呼び方で、法的弁護の一環として時折男性に適用されることもある。法的弁護としては、正当防衛、誘発（provocation）、心神喪失に基づく防御といった抗弁で使われることがある。被虐待女性症候群という用語はサバイバー支援者の一部から、法廷以外では使われない時代遅れの用語であるとして批判されている。しかし法廷の変化は遅いため、証拠提示の手段としていまだに使われている。支援者や裁判所の外で使用される新しい用語は、criminalized survivor である。
2010年時点で、「およそ7秒に1人の女性が虐待を受けている」と推定されており、アメリカ人女性の4人に1人が、一生の間に親密なパートナーから身体的または性的虐待を受けると推定されている。

## 「被虐待女性症候群」という概念と用語
レノア・E・ウォーカーは1975年から4年間、夫や恋人という親しい男性から暴力を受けてきた女性約1200人に面接して聞き取り調査を行い、彼女たちが示した共通点に重点を置いてそこから一般論を引き出した。被虐待女性（夫や恋人から暴力を振るわれる女性、バタードウーマン）にPTSDと同様の症状が見られることから、PTSDの中でも被虐待女性に特に見られる症状を特化させ、1979年に被虐待女性症候群（バタードウーマン症候群, BWS）という概念を提唱した。
彼女はこの用語を「女性が親密な関係において、パートナー（通常は男性であるが、必ずしも男性とは限らない）が彼女の人権や感情を顧みることなく、自分に従うことを強要するために、暴力と支配力を行使した場合に、身体的、性的、および／または心理的に虐待された後に生じる徴候や症状のパターンからなる」と説明した。被害女性たちがパートナーから暴力をふるわれる状況と、その暴力によって受ける心理的なダメージとは共通しており、それにより女性たちは加害男性のもとから逃げることが困難になっていること、加害を行うパートナーのもとに居続けてしまうということを明らかにした。
彼女の研究により、それまで信じられてきた「夫による暴力に関する神話」は事実とは異なるということも明らかにされた。「夫による暴力に関する神話」とは、「夫の暴力行為を否定し、暴力をふるわれる女性に落ち度がある」とするもので、例えば「バタードウーマンはマゾヒストだ」「バタードウーマンは気が変である」といったものである。精神科医のジュディス・ハーマンは、家庭で暴力を受けた女性が逃げ出せない理由を、「女性自身の人格的な障害だとする診断がなされた」という事実を指摘し、女性が虐待的な関係に留まってしまうのは、マゾヒスティックな性的嗜好の持ち主で虐待を受けて快感を得ているからだと考える心理学者によって、実際に「マゾヒスト的人格障害」という診断名をDSM-IIIに追加すべきだという議論がなされたこともあったと述べている。

## 理論
ウォーカーは、なぜ彼女たちが暴力をふるう夫のもとから逃げ出すことができないのかを、暴力のサイクル（虐待のサイクル、Cycle of abuse）と学習性無力感の理論を用いて説明した。
暴力のサイクル理論
夫が妻にふるう暴力には一定の周期があり、次の3つが周期的に繰り返されるというもの。
1. 緊張が高まる第一層
2. 爆発と虐待が起こる第二層
3. 穏やかな愛情のある第三層：ハネムーン期とも。夫が愛情を示し、暴力を詫びて、もう二度と暴力をふるわないと妻に誓う。女性はそれを信じて、関係を継続する。[5]

学習性無力感
夫から暴力をふるわれた女性たちは最初抵抗しようとするが、抵抗することでさらに暴力が激化し、こうしたことが何度も繰り返されるうちに、「自分には逃げ出す力がないのだ」と信じ込み、生きていくうえで必要な適切な予測（想像）や選択ができず、無力で無抵抗な状態になる。この状態は学習されたもので、彼女たちが本質的に無力で無抵抗なわけではない。
複雑性PTSD
ジュディス・ハーマンは、この女性たちが夫や恋人から暴力を受け続けることで、虐待者から離れられず、また自己決定能力がきわめて低くなってしまう状態について、『心的外傷と回復』（1992年） で「心理学的な支配」として述べている。虐待者が人間を完全にコントロールする方法とは、「心的外傷をシステマティックに反復して加えて痛めつけることである。それは無力化と断絶化を組織的に用いるテクニック」であり、「心理的コントロールの方法は恐怖と孤立無援感とを注入して被害者の『他者との関係においてある自己』という感覚を破砕するように」デザインされていると説明している。ハーマンはバタードウーマンを人質や政治的囚人、強制収容所の生存者たちと同じように監禁状態にある被害者として扱い、彼女たちは物理的な障壁はないが、見えない壁によって逃げることができないと指摘した。
しかしハーマンは、「学習性無力感」をバタードウーマンに適応させるのは間違っているとし、彼女たちは決して夫に対して報復しようという意志を捨てたわけではないと述べている。物理的な暴力と、被害者の人間関係を断ち切るといった心理的な支配から、女性たちの自尊心や自己決定をする能力が失われていくのだという。被害女性が「絶対に加害者の支配から逃げられない」と強く感じることで、加害者を全能の神だと信じるという極めて異常な絆（外傷的絆）が形成される場合もある。バタードウーマンたちの証言に共通する事柄として、加害者が彼女たちの人間関係を断ち切る行動を、最初は単なる嫉妬で、愛されている証拠だと思うことが多いが、次第に加害者の行動はエスカレートし、気がついた時には絶対的な支配者となっている、ということがある。
ハーマンは、児童虐待やバタードウーマンのように、長期にわたり繰り返し暴力をふるわれてきた被害者たちに共通してみられる症状があるとし、それは戦闘や自然災害、レイプといった限局性外傷事件の被害者からとられたPTSDではなく、複雑性PTSDという新しい診断名が必要であるとし、次のように述べた。

## 「被虐待女性症候群」と「被虐待症候群」
ウォーカーは、「被虐待女性症候群という概念の根底にある理論はかなり食い違いがあり、（男性については）今のところ経験的に裏付けられたデータがないため、男性には適用されていない。そのため、ジェンダー中立な被虐待症候群（BPS）や被虐待男性症候群（BMS）ではなく、被虐待女性症候群という用語が使われている。もちろん、男性が女性から虐待を受けることはあるが、パートナーの女性から男性への暴力の心理的影響は、ほとんどの場合、トラウマとなるわけではないようである」と述べている。
被虐待症候群という用語は時折、特に法的弁護の一環として、男性に適用して使われることがある。 著作家のジョン・ハメルは、被虐待女性症候群という用語は、法曹界の一部では被虐待症候群という用語に置き換えられているが、「より政治的に中立に聞こえるかもしれないが、被虐待症候群という新しい用語は、（被虐待女性症候群と呼ばれる）一つの症候群を示しているわけで、（男女ともに使える）改善版の用語にはなっておらず、男性の被害に特有の特性を説明するものではない」と述べている。 家庭内暴力は、女性に対する暴力だけではなく様々な年齢・性別・関係性の暴力があるが、すべてが同じ性質を持つとは言えず、共通の構造もあれば、それぞれの暴力や虐待に独自の特徴もある。

## 症状
被虐待女性症候群（BWS）でPTSDが認められる場合、以下の症状から構成される。
1. 実際に虐待が繰り返されていなくても、繰り返されているかのように追体験する
2. 行動、人、感情を避けることによって、虐待による心理的影響を回避しようとする
3. 過覚醒または過警戒
4. 対人関係の障害
5. 身体イメージの歪みまたはその他の身体的関心
6. セクシュアリティおよび親密性の問題[14]

さらに、暴力と和解（やさしさ）のサイクルが繰り返されると、以下のような信念や態度が生じることがある>。
- 暴力は自分のせいだと考える。
- 暴力の責任が自分以外にあると考えることができない。
- 被害者は、加害者が自分の命や、愛する人（例えば、同居している子ども、近親者、友人）の命を害することを（可能性、または脅しによって）恐れている。
- 被害者は、虐待者がどこにでもおり、すべてを知っているという不合理な信念を持っている。[15]

| 症状                                                               | 被虐待女性症候群 | 心的外傷後 ストレス障害 |
| ------------------------------------------------------------------ | ---------------- | ----------------------- |
| 命の危険を感じている                                               | Y                | Y                       |
| 恐怖心が4週間以上持続している                                      | Y                | Y                       |
| 仕事やその他の重要な日常生活の活動に支障がある                     | Y                | Y                       |
| 暴力、望まない性行為、劣等感、孤立などの脅威によって操られる       | Y                |                         |
| 自分の身体を嫌悪しており、身体的な健康問題（身体表現性障害）がある | Y                |                         |
| 性的な親密さに問題を抱えている                                     | Y                |                         |

## 虐待された女性の弁護
心理学者による被虐待女性症候群や複雑性PTSDという診断名は、暴力をふるわれている対象を限定し、どのような暴力がふるわれてきたかを明確にしたといえ、夫からの度重なる暴力の末に夫を殺害した妻が犯罪者として逮捕された場合に、被告である女性が夫を殺害した経緯を心理学的に説明して弁護する際に有用なものとなっている。被告の罪状が軽くなった事例もある。

## 注意点
個人の症状に対して名付ける診断という行為は、社会的な問題として考えるべき夫や恋人からの暴力を、個人の問題としてとらえやすくするという問題もある。
また、「症候群」という言葉から、「個人の病理」と捉えられやすくなり、「暴力をふるわれる原因を女性自身がつくっているのではないか」という見方をされる可能性もあり、注意を要する。
また、夫から暴力をふるわれている全ての女性に、被虐待女性症候群やPTSDに特有な症状があるとは限らないため、暴力の被害があるにもかかわらず、症状がないから事実ではないと否認される、ということが起こらないよう、注意を要する。